# 神探光頭妹
《神探光頭妹》（英語： 或 ）是一部1982年的英文對白英屬香港動作片，由麥當傑導演，布魯士·巴朗、何宗道、鄭文雅、施明等領銜主演。

## 劇情簡介
圍他公主（Princess Rawleen）被將官馬盧斯卡（General Marushka）綁架，偵探沙展英（Jack Sargeant）和國際反犯罪集團組織「聖龍之力」（Dragon Force）合作救出公主。

## 演員
- 布魯士·巴朗（英语：Bruce Baron） 飾 沙展英
- 何宗道 飾 大龍
- 鄭文雅 飾 麥晶
- 施明 飾 師姐
- 唐天希 飾 米高
- 劉偉民 飾 麥春秋
- 湯錦棠 飾 蟲之忍者
- 高汶蒂 飾 圍他公主
- 神仙 飾 一休
- 占士‧班納 飾 將官馬盧斯卡
- 喬薇‧柯黛伊 飾 羅蘭
- 蘭迪·查奈爾 飾 克仁牙高

## 製作
《神探光頭妹》是香港電影黃金時期之「西化港片」下的產物。該片邀請美國編劇創作劇本，使用全英文對白拍攝。雖然本身是低成本電影，但麥當傑選擇在美國進行後期製作。所有工作人員在海報、字幕上也一概用英文名。導演將影片帶往康城、米蘭等國際影展參展，最終令該片賣出八十多個國家的版權。因此，本地票房就顯得沒有太大吸引力。

## 外部連結
- 香港影庫上《神探光頭妹》的資料（繁體中文）
- 互联网电影数据库（IMDb）上《神探光頭妹》的资料（英文）